# AFC DWS in het seizoen 1969/70
Het seizoen 1969/1970 was het 16e jaar in het bestaan van de Amsterdamse betaaldvoetbalclub DWS. De club kwam uit in de Eredivisie en eindigde daarin op de 15e plaats. Tevens deed de club mee aan het toernooi om de KNVB Beker, hierin werd in de kwartfinale verloren van Ajax (1–2).

## Wedstrijdstatistieken

### Eredivisie
|       | ADO   | Ajax  | AZ '67 | DOS   | Feijenoord | Go Ahead | GVAV  | Haarlem | Holland Sport | MVV   | NAC   | N.E.C. | PSV   | Sparta | SVV   | Telstar | FC Twente '65 |
| ----- | ----- | ----- | ------ | ----- | ---------- | -------- | ----- | ------- | ------------- | ----- | ----- | ------ | ----- | ------ | ----- | ------- | ------------- |
| Thuis | 1 – 0 | 0 – 2 | 1 – 0  | 1 – 0 | 0 – 3      | 0 – 0    | 1 – 2 | 1 – 1   | 2 – 0         | 0 – 1 | 0 – 1 | 1 – 1  | 0 – 0 | 0 – 2  | 3 – 2 | 3 – 0   | 0 – 1         |
| Uit   | 1 – 1 | 6 – 1 | 3 – 1  | 1 – 1 | 3 – 2      | 1 – 0    | 1 – 0 | 0 – 1   | 3 – 0         | 2 – 1 | 2 – 0 | 1 – 0  | 3 – 0 | 2 – 0  | 0 – 2 | 0 – 1   | 5 – 1         |

### KNVB Beker
| 1e ronde                                          | RCH                                                 | 1 – 3 (1 – 1)               | DWS                                                        |
| 19 oktober 1969 Plaats: Heemstede Sportparklaan   | Ton Smit 5' (pen.)                                  |                             | 10' (pen.) Finn Seemann 52', 89' Stanley Bish              |
| 2e ronde                                          | DWS                                                 | 3 – 1 (0 – 0) Na verlenging | Hermes DVS                                                 |
| 1 maart 1970 Plaats: Amsterdam Olympisch Stadion  | Klaas Nuninga 94' Wim Muller 98' Karel Bonsink 112' |                             | 114' Aad van der Voort                                     |
| 3e ronde                                          | AGOVV                                               | 1 – 4 (0 – 2)               | DWS                                                        |
| 12 april 1970 Plaats: Apeldoorn Berg & Bos        | Jan Fiechter 60' (pen.)                             |                             | 2', 23' Finn Seemann 54' Klaas Nuninga 72' Chris Bachofner |
| Kwartfinale                                       | DWS                                                 | 1 – 2 (1 – 0)               | Ajax                                                       |
| 22 april 1970 Plaats: Amsterdam Olympisch Stadion | Frits Flinkevleugel 16'                             |                             | 54' Sjaak Swart 85' Tom Søndergaard                        |

## Statistieken DWS 1969/1970

### Eindstand DWS in de Nederlandse Eredivisie 1969 / 1970
| Stand | Gespeeld | Gewonnen | Gelijk | Verloren | Punten | Doelpunten voor | Doelpunten tegen |
| ----- | -------- | -------- | ------ | -------- | ------ | --------------- | ---------------- |
| 15e   | 34       | 9        | 6      | 19       | 24     | 26              | 50               |

### Topscorers
| #                 | Naam                | Goal |
| ----------------- | ------------------- | ---- |
| 1.                | Finn Seemann        | 10   |
| 2.                | Klaas Nuninga       | 4    |
| 3.                | Karel Bonsink       | 3    |
| 4.                | Piet van den Berg   | 2    |
| 4.                | Stanley Bish        | 2    |
| 4.                | Frits Flinkevleugel | 2    |
| 7.                | Niels Overweg       | 1    |
| 7.                | André Pijlman       | 1    |
| Onbekend doelpunt |                     |      |
| –                 | Onbekend            | 1    |
| Totaal            | Totaal              | 26   |

| #      | Naam                | Goal |
| ------ | ------------------- | ---- |
| 1.     | Finn Seemann        | 3    |
| 2.     | Stanley Bish        | 2    |
| 2.     | Klaas Nuninga       | 2    |
| 4.     | Chris Bachofner     | 1    |
| 4.     | Karel Bonsink       | 1    |
| 4.     | Frits Flinkevleugel | 1    |
| 4.     | Wim Muller          | 1    |
| Totaal | Totaal              | 11   |

## Voetnoten
ADO ·
Ajax ·
AZ '67 ·
DOS ·
DWS ·
Feijenoord ·
Go Ahead ·
Haarlem ·
Holland Sport ·
GVAV ·
MVV ·
NAC ·
N.E.C. ·
PSV ·
Sparta ·
SVV ·
Telstar ·
FC Twente '65